# 無人車站

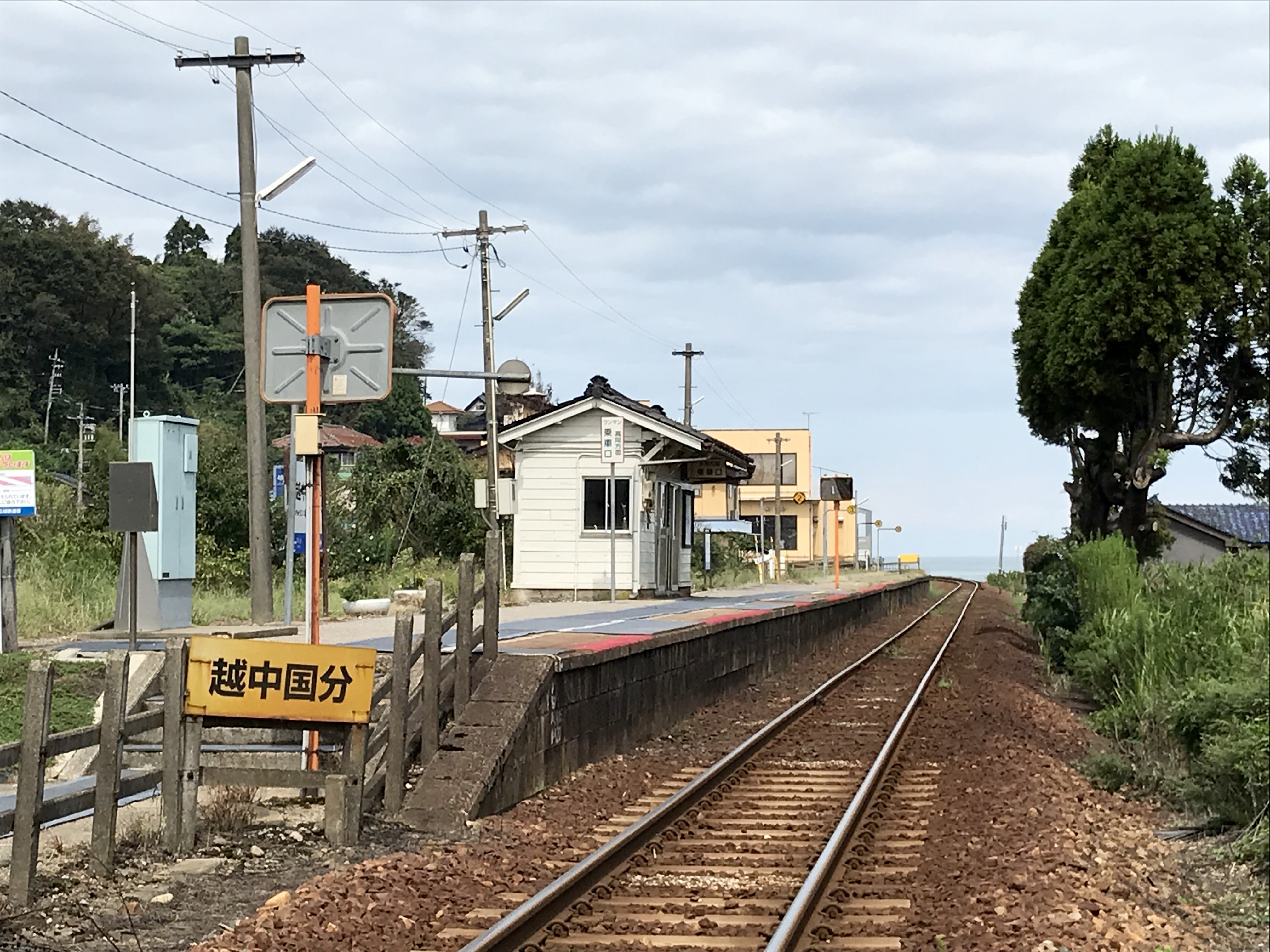
越中国分站

無人車站（日语：／ mujin'eki），指的是沒有任何站務人員駐守的車站。 而與在該站乘降的乘客數量沒有直接關係。
另外，在路面電車體系中，亦不存在無人車站這一說，因為路面電車車站的機制即是無人駐守。

## 使用情況
无人车站一般位于一些人口相对稀疏的地方，为节省经费而设立。特别是较偏僻地方的在地线，这种情况尤为普遍。

## 進站機制
一般情況下，無人車站的乘客同樣也是正常上下車，與有人駐守車站沒有太大區別。但由於無人駐守，故在檢票驗票方式等地方略有不同，常常也使用機械（例如自動售票機，自動檢票機等）代替。

### 設備

#### 証明書發行機
這種器械可以發行一種印有日期、時間、站名等信息的乘車證書，是結算的憑證。 

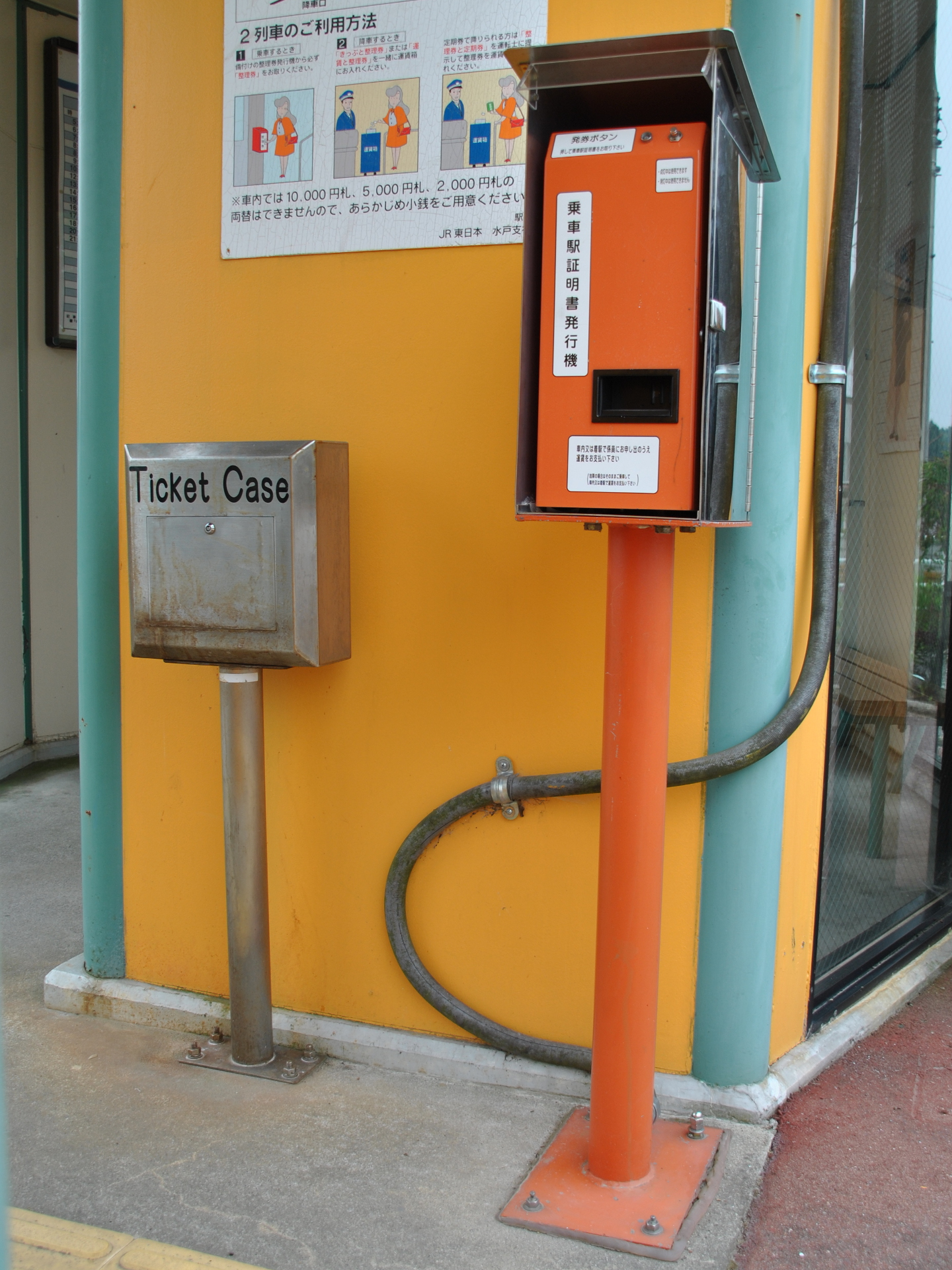
乗車券回收箱與乗車站証明書發行機（常磐線磐城太田站)

#### 自動售票機
該類售票裝置一般設置沒有集中管理系統的車站中。可以部分代替乘車證書發行機。